# Landshut (huyện)
Landshut là một huyện ở bang Bayern, Đức. Huyện này giáp các huyện (từ phía bắc theo chiều kim đồng hồ): Kelheim, Straubing-Bogen, Dingolfing-Landau, Rottal-Inn, Mühldorf, Erding và Freising. Thành phố Landshut nằm trong huyện này nhưng không thuộc huyện này. Tuy nhiên, thành phố này lại là thủ phủ hành chính.
Thành phố Landshut đã được lập năm 1204 bởi dòng họ Wittelsbach của Bayern. Kể từ đó, khu vực này luôn thuộc Bayern.
Huyện hiện nay đã được lập năm 1972 thông qua việc sáp nhập các huyện cũ Landshut, Rottenburg và Vilsbiburg cùng các đô thị xung quanh huyện

## Thị xã và đô thị
| Thị xã                                    | Đô thị | |
| ----------------------------------------- | --- | --- |
| 1. Rottenburg an der Laaber 2. Vilsbiburg | 1. Adlkofen 2. Aham 3. Altdorf 4. Altfraunhofen 5. Baierbach 6. Bayerbach bei Ergoldsbach 7. Bodenkirchen 8. Bruckberg 9. Buch am Erlbach 10. Eching 11. Ergolding 12. Ergoldsbach 13. Essenbach 14. Furth 15. Geisenhausen 16. Gerzen | 1. Hohenthann 2. Kröning 3. Kumhausen 4. Neufahrn in Niederbayern 5. Neufraunhofen 6. Niederaichbach 7. Obersüßbach 8. Pfeffenhausen 9. Postau 10. Schalkham 11. Tiefenbach 12. Velden 13. Vilsheim 14. Weihmichl 15. Weng 16. Wörth an der Isar 17. Wurmsham |